# Lukavica (gmina Milići)
Lukavica (cyr. Лукавица) – wieś w Bośni i Hercegowinie, w Republice Serbskiej, w gminie Milići. W 2013 roku liczyła 91 mieszkańców.